# Адан Бальбін
Адан Бальбін (ісп. Adán Balbín; нар. 13 жовтня 1986, Уараль) — перуанський футболіст, півзахисник.
Виступав, зокрема, за клуби «Універсітаріо де Депортес» та «Універсідад Сан-Мартін», а також національну збірну Перу.

## Клубна кар'єра
Народився 13 жовтня 1986 року в місті Уараль. Дорослу футбольну кар'єру розпочав 2005 року в клубі «Уніон Уараль», за який відіграв три сезони.
Два сезони провів у складі клубу «Коронель Болоньєсі».
До складу клубу «Універсідад Сан-Мартін» приєднався в 2009 році, провівши за чотири сезони 74 матчі.
До складу клубу «Спортінг Крістал» приєднався 2014 року. За два роки відіграв за команду з Ліми 16 матчів у національному чемпіонаті, причому сезон 2015 року завершував у складі команди «Уніон Комерсіо».
З 2016 виступає за «Універсітаріо де Депортес», наразі провів 56 матчів у національному чемпіонаті. Надалі захищав кольори таких клубів як «Куско», «Спорт Бойз» та «Хуан Ауріч» перебуваючи в цих командах здебільшого в запасі. Завершив кар'єру гравця в 2023 році.

## Виступи за збірну
2010 року дебютував в офіційних матчах у складі національної збірної Перу. Наразі провів у формі головної команди країни 13 матчів.
У складі збірної був учасником розіграшу Кубка Америки 2016 року в США.

## Титули і досягнення

### Клубні
- «Коронель Болоньєсі»

Чемпіон Перу (1): 2007
- «Універсідад Сан-Мартін»

Чемпіон Перу (1): 2010

### Збірні
- Бронзовий призер Кубка Америки: 2011